# Olimpo Rugby Club
El Olimpo Rugby Club es un equipo de rugby union fundado en el año 2016 en la ciudad de Rancagua, Chile y juega sus partidos como local en el Estadio Municipal Patricio Mekis.

## Historia
El club nace el año 2016 fundado por gran parte del explantel juvenil del Polo Sporting, algunos exjugadores del plantel superior y varios apoderados que decidieron abandonar dicho club debido a malas gestiones. Haciendo de local en las dependencias del Centro Español de Rancagua. Ese mismo año se integra al Campeonato Juvenil Amistad de la ciudad de Santiago, en donde tras muy buenos resultados se llega a las instancias finales, sin embargo cayó en la final de plata.
A finales de ese año y tras varias bajas, el club entra en una fase de receso en su equipo de XV y continua participando activamente en distintos campeonatos de Rugby seven.

### Primeros años
A finales del 2019 e inicios del 2020 se propuso rearmar el equipo de XV, tras meses de trabajo y la incorporación de nuevos jugadores se logró volver a la modalidad de XV, celebrándose así un partido amistoso contra Mastodontes (Quinta de Tilcoco). En las semanas posteriores el equipo participa en el Seven Bisiesto organizado por El Colmillo 7's (Quinta de Tilococo), torneo del cual el equipo se proclama campeón. La actividad del club se vio detenida por la pandemia provocada por el COVID-19 y volvió con regularidad en el año 2022 con apoyo del municipio rancagüino.